# Jean Van Hamme
Jean Van Hamme (født 16. januar 1939) er en belgisk tegneserieforfatter. Han er forfatter til fransk-belgiske tegneserier såsom Histoire sans héros, Thorgal, XIII, Largo Winch og Wayne Shelton.

## Biografi

### De tidlige år
Jean Van Hamme blev født i Bruxelles i 1939. Efter at have studeret på Solvay Brussels School of Economics and Management arbejdede han som journalist på marketingafdelingen for Phillips. I mellemtiden startede han med at skrive historier. En af hans historier blev i 1968 tilpasset af Paul Cuvelier. I 1976 blev han fuldtidsforfatter og i årene efter udgav han syv romaner og nogle få filmmanuskripter.

### Thorgal, XIII og Largo Winch
Van Hammes gennembrud kom i 1977 da han skabte vikingen Thorgal sammen med Grzegorz Rosiński, en daværende ukendt polsk tegneserietegner. Blandingen af nordisk mytologi, science fiction og atlantisk fantasi blev hurtigt en stor succes i magasinet Tintin. Duoen vandt store priser i den fransk-belgiske tegneserieindustri.

I det næste årti skabte Jean Van Hamme to nye bestsellerserier, XIII (inspireret af Robert Ludlums The Bourne Identity) sammen med William Vance. Han skabte også Largo Winch (baseret på hans egen roman) sammen med Philippe Francq.

Van Hammes berømmelse som en af Europas bedste tegneserieforfattere blev ligeså stille etableret. Tegnerne til hans historier tegner deres karakterer på en realistisk måde, selvom historierne har fantasi indblandet.

## Fodnoter
1. ↑  Navnet er anført på svensk og stammer fra Wikidata hvor navnet endnu ikke findes på dansk.
2. ↑  Navnet er anført på tysk og stammer fra Wikidata hvor navnet endnu ikke findes på dansk.
3. ↑  Navnet er anført på engelsk og stammer fra Wikidata hvor navnet endnu ikke findes på dansk.
4. ↑   evi.com
5. ↑   De Weyer, Geert (2005). "Jean Van Hamme". I België gestript, s. 187-189. Titel: Lannoo.